# Hypnum triste
Hypnum triste là một loài Rêu trong họ Hypnaceae. Loài này được (Ces.) Müll. Hal. mô tả khoa học đầu tiên năm 1851.